# Rottenmann (Stephansposching)
Rottenmann ist ein Gemeindeteil der Gemeinde Stephansposching im niederbayerischen Landkreis Deggendorf auf der Gemarkung Rottersdorf.

## Lage
Das Kirchdorf liegt im Gäuboden etwa zwei Kilometer südlich von Stephansposching nahe der Bundesstraße 8.

## Geschichte
Der Ort taucht erstmals im 12. Jahrhundert auf, als er von Gerlohus, einem Ministerialen der Grafen von Bogen dem Kloster Windberg geschenkt wurde. Im zweiten Herzogsurbar (vor 1300) wird Rottenmann als dem Gericht Deggendorf „enhalb Tvnawe“ (jenseits der Donau) zugehörig aufgeführt. Dieses Gebiet wurde später als Pfleggericht Natternberg organisiert. In der ersten Hälfte des 15. Jahrhunderts kam das Dorf in den Besitz der Degenberger, nachdem es zuvor vermutlich den Fraunbergern gehört hatte. 1474 wird Rottenmann erstmals als Hofmark bezeichnet. Schon 1597 gab es in ihr elf Güter.
Zu Beginn des 17. Jahrhunderts wurde Rottenmann vom bayerischen Herzog erworben. Unter dem Landesherrn verlor es seines Status als Hofmark, bildete jedoch eine Hauptmannschaft innerhalb der kurfürstlichen Hofmark Stephansposching und bestand 1752 aus 13 Anwesen. Ein anderer Teil des Kirchdorfs gehörte zur Obmannschaft Michaelsbuch. Bei der Bildung der Steuerdistrikte 1808 kam Rottenmann zum Steuerdistrikt Stetten II. Section Rottersdorf und bei der Bildung der Gemeinden 1818/1821 zur Ruralgemeinde Rottersdorf. Mit der Gemeinde Rottersdorf wurde Rottenmann am 1. Mai 1978 im Zuge der Gebietsreform in Bayern in die Einheitsgemeinde Stephansposching eingegliedert.

## Sehenswürdigkeiten
- Filialkirche St. Pauli Bekehrung. Der kleine barocke Saalbau hat einen eingezogenen spätgotischen Chor und einen Zwiebel-Dachreiter. Das Langhaus entstand wohl im 17. Jahrhundert.